# Federico Elduayen
Federico Martín Elduayén Saldaña (Fray Bentos, 1977. június 25. –) uruguayi válogatott labdarúgó.

## Pályafutása

### Klubcsapatban
1999-ben a Peñarolban kezdte a pályafutását, ahol hat évet töltött és öt bajnoki címet szerzett. 2005 és 2011 között Chilében játszott. 2012 és 2013 között a bolíviai Universitario de Sucre kapusa volt. 2013 és 2014 között a Guabirá játékosa volt. 2015-ben az Universitario de Sucre csapatában fejezte be a pályafutását. 

### A válogatottban
2002-ben 1 mérkőzésen szerepelt az uruguayi válogatottban. Részt vett a 2002-es világbajnokságon, de nem lépett pályára egyetlen mérkőzésen sem.

## Sikerei, díjai
Peñarol
- Uruguayi bajnok (5): 1999 Clausura, 1999, 2000 Clausura, 2003 Clausura, 2003